# Holsted Å
Holsted Å är ett vattendrag på Jylland i Danmark. Det ligger i Region Syddanmark, i den sydvästra delen av landet. Holsted Å är en del av Natura 2000-området Sneum Å og Holsted Å.